# Guelta Zemur
Guelta Zemur o Gueltat Zemmour (àrab: كلتة زمور, Galtat Zammūr; amazic estàndard marroquí: ⴳⵓⵍⵜⴰⵜ ⵣⵎⵎⵓⵔ, Gultat Zmmur) és un localitat de la província de Boujdour, a la regió de Laâyoune-Sakia El Hamra, al Sàhara Occidental limítrof amb Mauritània. Segons el cens de 2014 tenia una població total de 6.393 persones El seu nom prové de l'amazic i vol dir ‘estany dels olivers'.
En els camps de refugiats de Tindouf, a Algèria, és una daira dins la wilaya d'Al-Aaiun al Sàhara Occidental.
El poble es localitza en una guelta o oasi, el qual reté aigua de pluja durant llargs períodes. Va ser un campament dels nòmades sahrauís de la zona durant centenars d'anys.

## Història
Funcionava com una de les fortaleses militars més importants per als indígenes de les guerrilles del Front Polisario després de la retirada d'Espanya del que era llavors Sàhara Espanyol en 1976. Quan Marroc i Mauritània van assegurar el control sobre l'antiga colònia espanyola des del nord i el sud d'acord amb l'Acord tripartit de Madrid, Guelta Zemmur va servir com un punt de parada per als refugiats que anaven camí als campaments de refugiats sahrauís a Tindouf (Algèria).
Durant la guerra de 1975-1991 entre el Polisario i el Marroc, va haver-hi diverses batalles pel control de Guelta Zemmur, les més importants van tenir lloc del 24 al 27 de març i el 13 d'octubre de 1981. En l'actualitat, la ciutat està controlat pel Marroc com a part del que reclama com les seves Províncies Meridionals, però el seu estatus definitiu està encara per determinar. En l'actualitat manté una base militar marroquina, amb un centre satèl·lit de comunicacions, i les àrees al voltant de la ciutat (que està prop del Mur marroquí) estan plagades de mines.
La ciutat és el lloc de naixement de Mohammed Daddach, que era el pres polític que més temps porta pres al Marroc.